# Péril jaune (roman)
Pour l’article homonyme, voir Péril jaune (homonymie).
Péril jaune (黃禍, Huang Huo) est un roman de politique-fiction paru en 1991 de l'écrivain et intellectuel chinois Wang Lixiong (né en 1953). Il a été publié en chinois et est devenu rapidement un best-seller.
Péril jaune a été publié en 1991 par Mirror's Books, un éditeur chinois de Toronto (Canada), sous le pseudonyme de Bao Mi (littéralement : garder secret). Il a également été publié à Taïwan, mais est interdit en Chine populaire.
Le roman relate une guerre civile en République populaire de Chine entraînant la disparition du Parti communiste chinois, puis se transforme en une guerre nucléaire mondiale, présentée comme la troisième Guerre mondiale. Dans ce roman, on constate que Wang Lixiong est particulièrement attaché aux questions politiques mais aussi environnementales. Pour Wang Lixiong, la Chine se trouve au bord du précipice.

## Traduction
- China Tidal Wave, Wang Lixiong, Michael Dillon, traduction Anton Platero, Éditeur Global Books Ltd. (Royaume-Uni), avril 2007,  (ISBN 9781905246502); University of Hawaii Press; avril 2008,  (ISBN 1905246501)